# Back Street Crawler
Back Street Crawler è il primo album (come solista) di Paul Kossoff, pubblicato dalla Island Records nel 1973. Il disco fu registrato all'Island Studios di Londra, Inghilterra.

## Tracce
Lato A
1. Tuesday Morning – 16:50 (Paul Kossoff)

Lato B
1. I'm Ready – 2:20 (Jess Roden, Jean Roussel)
2. Time Away – 5:40 (Paul Kossoff, John Martyn)
3. Molten Gold – 6:48 (Paul Kossoff)
4. Back Street Crawler (Don't Need You No More) – 4:11 (Paul Kossoff)

## Musicisti
Brano A1
- Paul Kossoff - chitarra solista
- John Rabbit Bundrick - tastiere
- Trevor Burton - basso
- Alan White - batteria

Brano B1
- Paul Kossoff - chitarra
- Jess Roden - voce
- Jean Roussel - tastiere
- Alan Spinner - basso
- Alan White - batteria

Brano B2
- Paul Kossoff - chitarra
- John Martyn - chitarra
- Tetsu Yamauchi - basso
- Simon Kirke - batteria

Brano B3
- Paul Kossoff - chitarra
- Paul Rodgers - voce
- John Rabbit Bundrick - organo, chimes, pianoforte
- Andy Fraser - basso
- Simon Kirke - batteria
- Jess Roden - armonie vocali

Brano B4
- Paul Kossoff - chitarra
- Jean Roussel - tastiere
- Clive Chaman - basso
- Conrad Isidore - batteria